# Verderio Inferiore
Verderio Inferiore est une commune italienne de la province de Lecco, dans la région Lombardie.
La commune a été fusionnée le 25 mai 2014 avec Verderio Superiore sous le nom de Verderio.

## Administration
| Période                                  | Période | Identité | Étiquette | Qualité |
| ---------------------------------------- | ------- | -------- | --------- | ------- |
|                                          |         |          |           |         |
| Les données manquantes sont à compléter. |         |          |           |         |

### Communes limitrophes
Aicurzio, Bernareggio, Cornate d'Adda, Robbiate, Ronco Briantino, Sulbiate, Verderio Superiore.